# خوران نامه
خوران نامه أو تازيان نامه هو عمل أدبي كُتب بالشعر الفارسي في عام 830 هـ (ما يعادل 1426 م) وله منمنمات عديدة. وكان مؤلفها ابن حسام الخسفي من سكان قوهستان في خراسان. هذه القصيدة ملحمة دينية خيالية مؤلفة على نفس النمط والوزن تقريبًا من قصيدة الشاهنامه للفردوسي. موضوع كتاب خوران نامه هو حروب علي بن أبي طالب في بلاد خوران، برفقة مالك الأشتر، وكذلك مع قباد ملك الشرق، وطهماسب شاه. يقول ابن حسام أن هذه القصيدة نُظمَت من كتاب عربي. تبدأ هذه القصيدة بالثناء على الله والثناء على النبي محمد والإسلام وأهل البيت الآخرين. وتسمى هذه القصيدة أيضًا "تازيان نامه" .

## السمات

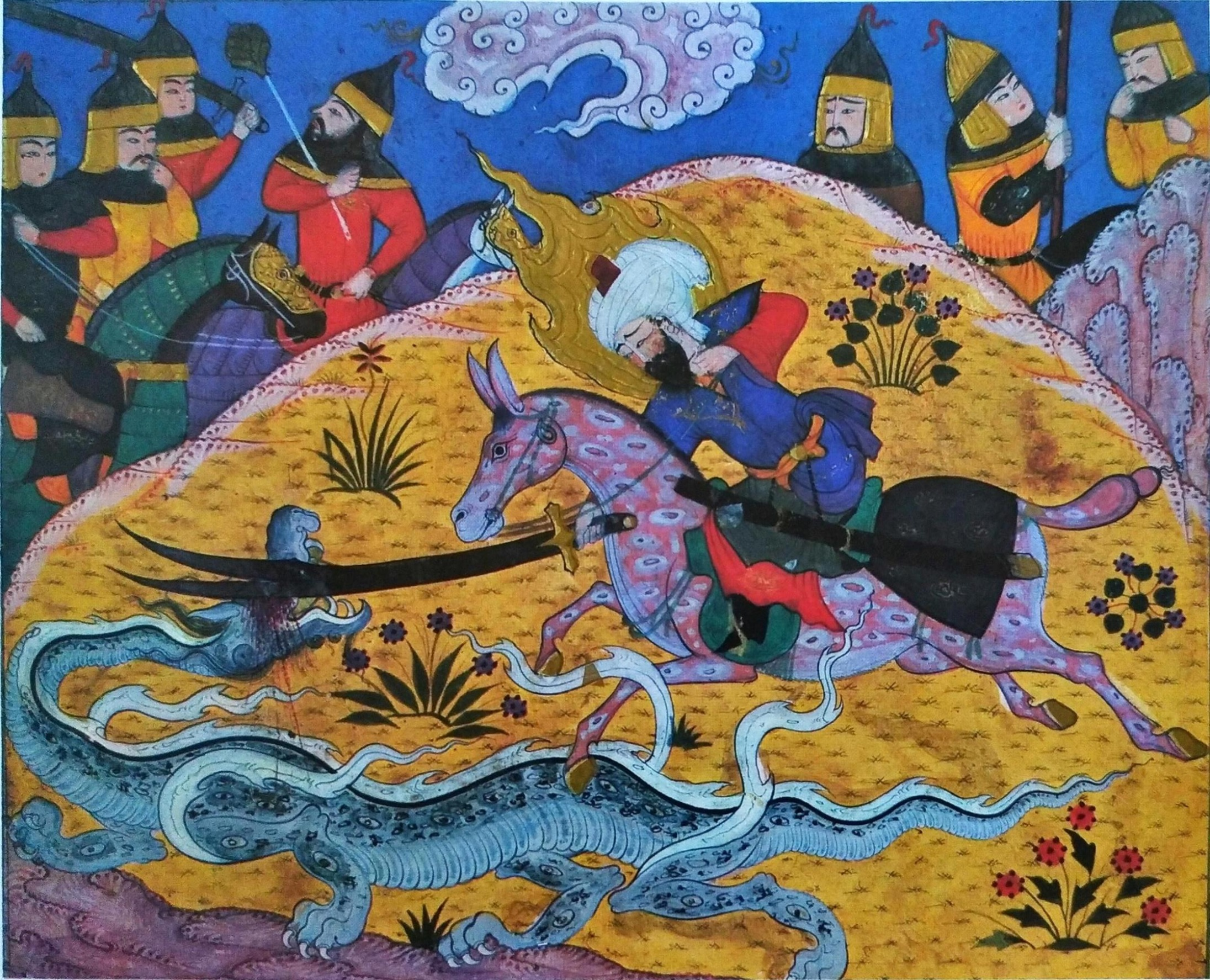
تصور منمنمة فارسية من كتاب خوران نامه عليًا وهو يقتل تنينًا بسيفه ذو الفقار.

بعض مواضيع خاوران نامه مأخوذة من الأساطير الإيرانية القديمة. ومنها معركة التنين وأمير المؤمنين التي تشبه معركة رستم (والتي كُتبَت مرة أخرى في حمزة نامه ملحمة فارسية عن بطولات خيالية لعم النبي حمزة). ومن المرجح أن يكون فرهاد شيرازي أحد رسامي هذا الكتاب. فرهاد هو فنان غير معروف في شيراز، عاش في القرن التاسع الهجري. ومن المرجح أن كتابة ورسم كتاب "خوران نامه" استغرق نحو عشر سنوات، ورغم وجود اختلافات إلا أن أغلب الباحثين يعتقدون أن هذا الكتاب أُنشئ مدينة شيراز وأن أسلوب الرسم من مدرسة شيراز للرسم [الفارسية] في العصر التيموري يعتمد عليه. وتشير طريقة ترتيب الكتاب ورسم أشجار المناطق الاستوائية، والتنوع الكبير في الحيوانات البحرية مثل الحيتان، إلى أن رساميه كان لديهم إمكانية الوصول إلى البحر والسواحل الاستوائية. إن مدينة شيراز، بسبب قربها من البحر، تثبت بشكل أفضل إمكانية أن يكون مكان إنتاج هذا الكتاب هو مدينة شيراز أو المدن الجنوبية والاستوائية في إيران.

## مقتطف من القصيدة
- القصيدة الأصلية:

- القصيدة المُترجمة:

## موارد
1. ↑  وصلة مرجع: https://iranicaonline.org/articles/ebn-hosam-kafi.

- نسخة PDF من الطباعة الحجرية خفاران نامه لابن حسام خسري
- نسخة PDF من الطباعة الحجرية خفاران نامه لابن حسام خسري

- قالب:یادکرد
- قالب:یادکرد